# Улица Казыбек би (Алма-Ата)
Улица Казыбек би (каз. Қазыбек би көшесі; до 1918 — Губернаторская, до 1991 — Советская) — улица в городе Алматы, находится в Медеуском и Алмалинском районах города.
Проходит между улицами Айтеке би и Толе Би с востока на запад от левого берега реки Малая Алматинка до улицы Айтиева.

## История
Является одной из старейших улиц города, получила свое первоначальное название в 1879 г.
Восточная часть улицы сформировалась в 70-80-х гг. 19 в. На ней находились Дом губернатора Семиреченской области, корпуса Верненской мужской и женской гимназий и другие здания, разрушенные землетрясением 1887 г. На пересечении с ул. Копальской (Кунаева) стояло здание Коммерческого собрания, между Дунганской (соврем. Масанчи) и Таранчинской (Байтурсынова) находился конный базар, чуть восточнее – больница Красного Креста.
После распада СССР переименована в честь бия Среднего жуза Казыбек би (1667-1763).

## Структура улицы
Находится в Медеуском, Алмалинском районах города, проходит между улицами Толе би и Айтеке би, от улицы Бузурбаева на востоке до улицы Айтиева на западе, пересекает улицы Калдаякова, Кунаева, Фурманова, Панфилова, проспект Абылай хана и улицу Наурызбай батыра, проспект Сейфуллина, улицы Байтурсынова, Кожамкулова, Исаева. На востоке вдоль улицы расположены аллеи Парка им. 28-ми гвардейцев-панфиловцев, у входа в который установлен памятник Герою Советского Союза И.В. Панфилову.
Общая протяженность 4900 м.

## Учреждения
1. Медицинский колледж
2. Военно-исторический музей
3. Представительство посольства Малайзии
4. Институт Казгипромаш

- Алматинская больница скорой медицинской помощи